# Distretto di Seta
Il distretto di Seta (勢多郡, Seta-gun?) era uno dei distretti della prefettura di Gunma, in Giappone. Il 5 maggio 2009, il villaggio di Fujimi, l'unica municipalità che a quel tempo faceva parte del distretto, è stato assorbito dalla città di Maebashi. In concomitanza con tale evento, il distretto di Seta è stato soppresso.
| Controllo di autorità | VIAF (EN) 251207607 · NDL (EN, JA) 00638331 |